# 平賀義雅
平賀 義雅（ひらが よしまさ、享保10年（1725年） - 享和2年8月19日（1802年9月15日））は、江戸時代中期の仙台藩重臣。奉行などを勤める。平賀義信の子孫の一系である馬場家が改姓した平賀家の当主で、陸奥国磐井郡東山大原邑（現在の岩手県一関市大東町大原）領主。幼名は七之助、源蔵。通称は蔵人、出雲。摺上原の戦いを題材とした謡曲「摺上」の間狂言の作者でもある。父は平賀蔵人義清。

## 経歴
天明年中刊行の須原屋版武鑑に藩主伊達重村の嗣子である伊達祝村（後の藩主伊達斉村）の附役に平賀蔵人の名が見える。天明5年（1785年）に奉行に就任。寛政年間刊行の武鑑の奉行として大内縫殿の下座、遠藤対馬の上座に平賀蔵人の名が見える。寛政8年(1796年)に致仕し、享和2年8月19日（1802年9月15日）に死去。墓所は仙台北山町の覚範寺。